# Regency Enterprises
Regency Enterprises est une société de divertissement créée par Arnon Milchan en 1982 sous le nom d’Embassy International Pictures. Le nom sera changé pour éviter la confusion avec Embassy Pictures.

## New Regency
En 1991, Arnon Milchan fonde la filiale New Regency. Ses locaux sont situés au sein de ceux de la 20th Century Fox. L'entreprise est lié à la Fox depuis un contrat signé en 1997 et reconduit en 2011 jusqu'en 2022. New Regency était auparavant liée à Warner Bros.

## Regency Television
C'est une coentreprise créée en 1998 avec 20th Century Fox Television. Elle produit notamment les séries Roswell, Malcolm et The Bernie Mac Show.
L'entreprise cesse son activité en 2008, après 10 ans d'opération. Le 17 janvier 2011, New Regency annonce un retour à la télévision business après que la 20th Century Fox rallonge son contrat de distribution avec Regency jusqu'en 2022.

## Filmographie
Sauf indication contraire, les informations mentionnées dans cette section peuvent être confirmées par la base de données cinématographiques IMDb,  présente dans la section « Liens externes ».
Cette section rassemble les œuvres produites par les divers sociétés Regency.

### Cinéma

#### Années 1980
- 1983 : La Valse des pantins (The King of Comedy) de Martin Scorsese
- 1984 : Il était une fois en Amérique (Once Upon a Time in America) de Sergio Leone
- 1985 : Brazil de Terry Gilliam
- 1985 : Legend de Ridley Scott
- 1987 : Man on Fire d'Élie Chouraqui
- 1989 : Big Man on Campus de Jeremy Kagan
- 1989 : Family Business de Sidney Lumet

#### Années 1990
- 1990 : Pretty Woman de Garry Marshall
- 1990 : Contre-enquête (Q&A) de Sidney Lumet
- 1991 : JFK d'Oliver Stone
- 1992 : Les Mambo Kings (The Mambo Kings) d'Arne Glimcher
- 1992 : Les Aventures d'un homme invisible (Memoirs of an Invisible Man) de John Carpenter
- 1992 : La Puissance de l'ange (The Power of One) de John G. Avildsen
- 1992 : Piège en haute mer (Under Siege) d'Andrew Davis
- 1993 : Sommersby de Jon Amiel
- 1993 : Chute libre (Falling Down) de Joel Schumacher
- 1993 : Made in America de Richard Benjamin
- 1993 : Sauvez Willy (Free Willy) de Simon Wincer
- 1993 : Entre Ciel et Terre (Heaven and Earth) d'Oliver Stone
- 1994 : Le Client (The Client) de Joel Schumacher
- 1994 : Tueurs nés (Natural Born Killers) d'Oliver Stone
- 1994 : Cobb de Ron Shelton
- 1995 : Avec ou sans hommes (Boys on the Side) de Herbert Ross
- 1995 : Piège à grande vitesse (Under Siege 2: Dark Territory) de Geoff Murphy
- 1995 : Sauvez Willy 2 : La Nouvelle Aventure (Free Willy 2: The Adventure Home) de Dwight H. Little
- 1995 : Empire Records d'Allan Moyle
- 1995 : Copycat de Jon Amiel
- 1995 : Heat de Michael Mann
- 1996 : Le Droit de tuer ? (A Time to Kill) de Joel Schumacher
- 1996 : Tin Cup de Ron Shelton
- 1996 : Bogus de Norman Jewison
- 1996 : Grand Nord (North Star) de Nils Gaup
- 1996 : The Sunchaser de Michael Cimino
- 1997 : Meurtre à la Maison-Blanche (Murder at 1600) de Dwight H. Little
- 1997 : Sauvez Willy 3 : La Poursuite (Free Willy 3: The Rescue) de Sam Pillsbury
- 1997 : L.A. Confidential de Curtis Hanson
- 1997 : L'Associé du diable (The Devil's Advocate) de Taylor Hackford
- 1997 : L'Homme qui en savait trop... peu (The Man Who Knew Too Little) de Jon Amiel
- 1998 : La Courtisane (Dangerous Beauty) de Marshall Herskovitz
- 1998 : La Cité des anges (City of Angels) de Brad Silberling
- 1998 : Négociateur (The Negotiator) de F. Gary Gray
- 1999 : Goodbye Lover de Roland Joffé
- 1999 : Simplement irrésistible (Simply Irresistible) de Mark Tarlov
- 1999 : Les Aiguilleurs (Pushing Tin) de Mike Newell
- 1999 : Haute Voltige (Entrapment) de Jon Amiel
- 1999 : Fight Club de David Fincher
- 1999 : Le Songe d'une nuit d'été (A Midsummer Night's Dream) de Michael Hoffman

#### Années 2000
- 2000 : Big Mamma (Big Mamma's House) de Raja Gosnell
- 2000 : Endiablé (Bedazzled) de Harold Ramis
- 2000 : Tigerland de Joel Schumacher
- 2001 : Le Chevalier Black (Black Knight) de Gil Junger
- 2001 : Pas un mot (Don't Say a Word) de Gary Fleder
- 2001 : Va te faire foutre Freddy ! (Freddy Got Fingered) de Tom Green
- 2001 : Une virée en enfer (Joy Ride) de John Dahl
- 2001 : Super papa (Joe Somebody) de John Pasquin
- 2002 : Crimes et Pouvoir (High Crimes) de Carl Franklin
- 2005 : Mr. et Mrs. Smith  (Mr. & Mrs. Smith) de Doug Liman
- 2006 : Big Mamma 2 (Big Momma's House 2) de John Whitesell
- 2007 : Alvin et les Chipmunks (Alvin and the Chipmunks) de Tim Hill
- 2008 : Jackpot (What Happens in Vegas...) de Tom Vaughan
- 2008 : Marley et moi (Marley and Me) de David Frankel
- 2009 : Alvin et les Chipmunks 2 (Alvin and the Chipmunks : The squeakquel) de Betty Thomas

#### Années 2010
- 2011 : Marley et moi 2 (Marley & Me: The Puppy Years) de Michael Damian
- 2011 : Big Mamma : De Père en Fils (Big Momma's: Like Father, Like Son) de John Whitesell
- 2011 : Alvin et les Chipmunks 3 (Alvin and the Chipmunks : Chipwecked) de Mike Mitchell
- 2011 : Bienvenue à Monte-Carlo (Monte Carlo) de Thomas Bezucha
- 2013 : Twelve Years a Slave (12 Years a Slave) de Steve McQueen
- 2013 : Players (Runner, Runner) de Brad Furman
- 2014 : Birdman de Alejandro González Iñárritu
- 2015 : The Big Short de Adam McKay
- 2015 : The Revenant de Alejandro González Iñárritu
- 2015 : Alvin et les Chipmunks : A fond la caisse ! (Alvin and the Chipmunks : The road chip) de Walt Becker
- 2016 : Assassin's Creed (film) de Justin Kurzel

#### Années 2020
- 2022 : Eaux profondes (Deep Water) d'Adrian Lyne
- 2023 : The Creator de Gareth Edwards

### Télévision
- 1999-2002 : Roswell
- 2000-2001 : Tucker
- 2000-2001 : FreakyLinks
- 2000-2006 : Malcolm (Malcolm in the Middle)
- 2000 : Comment épouser une milliardaire : Un conte de Noël (How to Marry a Billionaire: A Christmas Tale) (téléfilm) de Rod Daniel
- 2001-2002 : Undercover (UC: Undercover)
- 2001-2006 : The Bernie Mac Show
- 2002-2003 : John Doe
- 2004 : Wonderfalls
- 2004 : Method et Red (Method & Red)
- 2004-2006 : La Pire Semaine de ma vie (The Worst Week of My Life)
- 2005-2006 : Du côté de chez Fran (Living With Fran)
- 2005 : Killer Instinct
- 2006 : Thief
- 2008 : The Return of Jezebel James
- 2008 : New Amsterdam
- 2024 : Mr. et Mrs. Smith (Mr. & Mrs. Smith)